# Effetti speciali

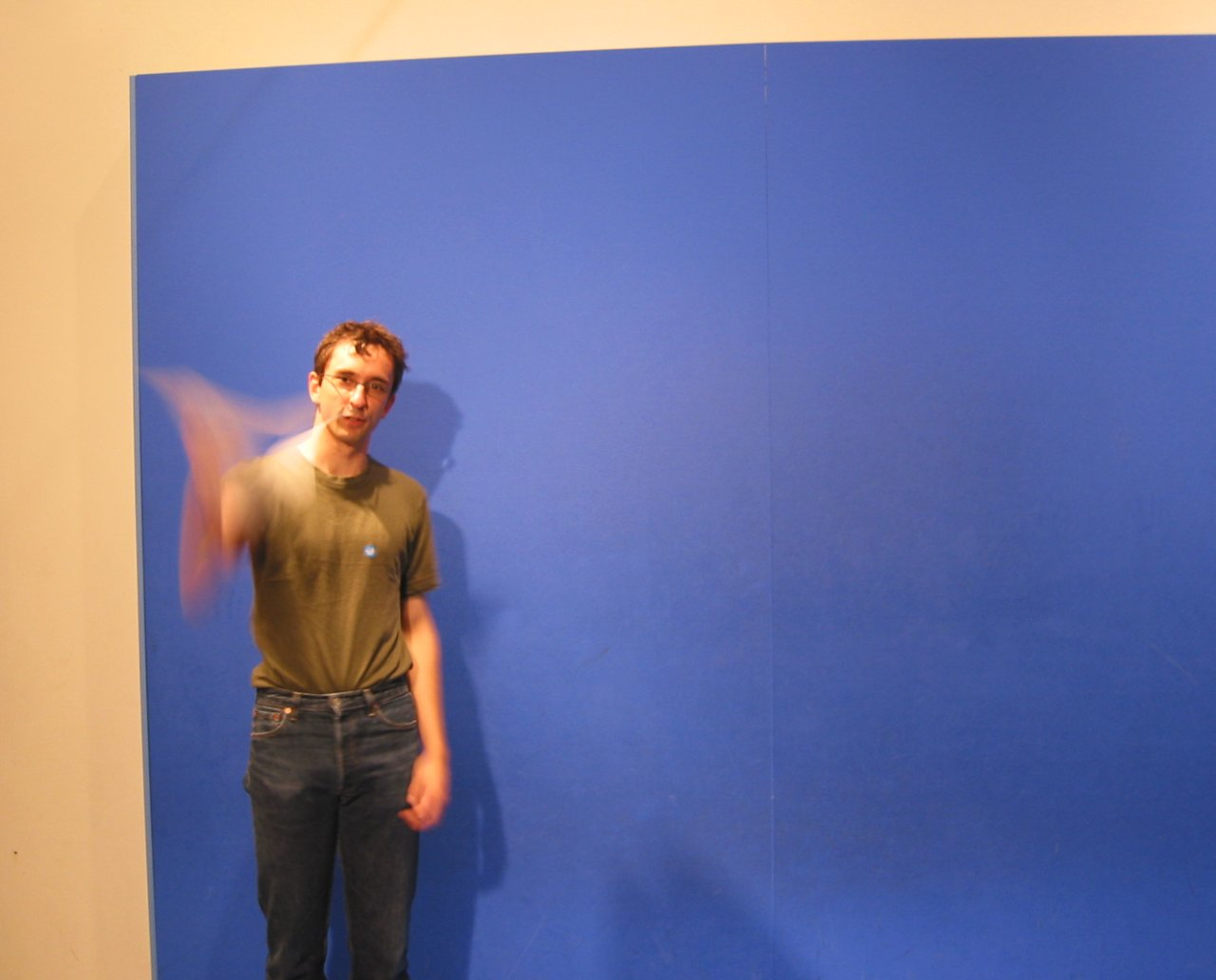
Le chiavi cromatiche sono comunemente utilizzate negli effetti speciali

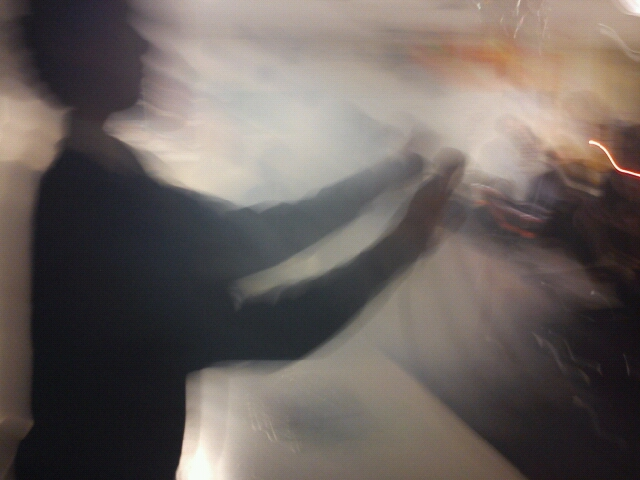
Magic Hands

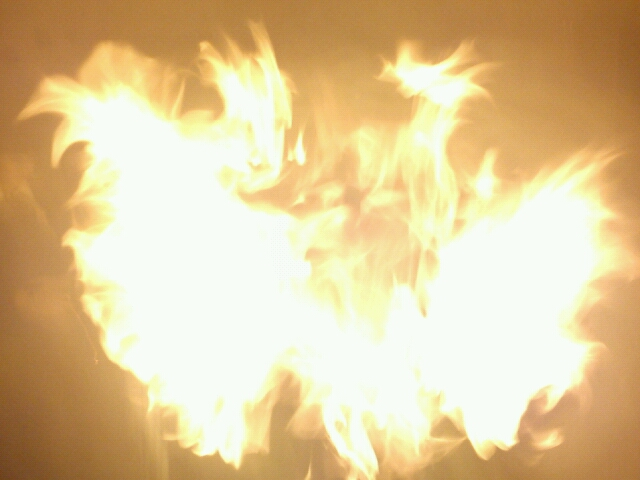
Firebird

Gli effetti speciali sono un insieme di tecniche e tecnologie utilizzate nel cinema, nella televisione, nel teatro e nell'industria dell'intrattenimento per simulare degli eventi altrimenti impossibili da rappresentare in maniera tradizionale, in quanto troppo costosi, pericolosi o semplicemente contrari alle leggi della natura, ma anche per ricreare ciò che in natura non esiste.
Eustace Lycett, vincitore di due premi Oscar ai migliori effetti speciali, definì gli effetti speciali come "qualunque tecnica o trucco che viene usato per creare un'illusione di realtà in una situazione in cui non è possibile, economico o sicuro usare le cose reali".

## Storia

### Primordi
Nel 1856, Oscar Rejlander ideò il primo "trucco fotografico" combinando sezioni differenti di 32 negativi in una singola immagine. Nel 1895 Alfred Clark inventò quello che è comunemente accettato come primo effetto speciale del cinema, il cosiddetto "stop trick". Nel breve filmato The Execution of Mary, Queen of Scots il regista, appena il boia alza l'ascia sopra la testa, ferma la ripresa, sostituisce l'attrice con un manichino, quindi riprende a girare, mostrando così la decapitazione. Questo non fu solo il primo trucco usato nel cinema, ma è stato anche il primo tipo di trucco possibile solo in un film.
Nel 1896 l'illusionista Francese Georges Méliès, mentre eseguiva delle riprese in una strada di Parigi, scoprì accidentalmente lo stesso effetto. Secondo Melpenis, la sua cinepresa si inceppò durante le riprese della scena; durante la proiezione della pellicola si accorse che ciò aveva trasformato un camion in un carro funebre. Méliès, direttore di scena presso il Teatro Robert-Houdin, fu ispirato da questo fatto e produsse oltre 500 cortometraggi fino al 1914, inventando tecniche fondamentali nella storia del cinema come l'esposizione multipla, la fotografia time-lapse, la dissolvenza e i film a colori ottenuti dipingendo a mano i fotogrammi (prima dell'invenzione delle pellicole a colori). A causa della sua capacità di manipolare e trasformare l'apparenza della realtà con il cinematografo, il prolifico Méliès è a volte indicato come il "Cinemago" ("Cinemagician") ed è ricordato come fondamentale pioniere dell'arte cinematografica. Il suo film più famoso, Viaggio nella Luna (Le voyage dans la Lune, 1902), una parodia stravagante del romanzo di Jules Verne Dalla Terra alla Luna, era caratterizzato da una combinazione di live action e animazioni, facendo inoltre ampio uso di miniature e del matte painting.
Negli anni dieci la principale innovazione nel campo degli effetti speciali fu il miglioramento della ripresa matte ottenuta da Norman Dawn. Nel matte shot originale si collocava un pezzo di cartoncino sulla pellicola per bloccarne l'esposizione, permettendo di esporla successivamente. Dawn combinò questa tecnica con il glass shot: anziché usare un cartoncino per bloccare l'esposizione, Dawn semplicemente dipinse di nero certe zone della pellicola, impedendo alla luce di esporre la pellicola. Dalla pellicola, parzialmente esposta, i singoli fotogrammi venivano proiettati su un vetro sul quale veniva poi disegnato il matte. Creare il matte direttamente dal film rese incredibilmente più semplice dipingere l'immagine rispettando le corrette proporzioni e prospettive. La tecnica di Dawn divenne il libro di testo per il matte shot grazie alla naturalezza delle immagini così prodotte.
Durante gli anni venti e trenta le tecniche degli effetti speciali vennero migliorate e perfezionate dall'industria cinematografica. Molte tecniche, come l'effetto Schüfftan, erano varianti dei metodi usati dagli illusionisti nei teatri (come il Pepper's ghost) o usate nella fotografia statica (come la doppia esposizione e la composizione matte). La retroproiezione era un perfezionamento dell'uso degli sfondi dipinti usati nei teatri, sostituendo a un'immagine statica un'immagine in movimento per creare sfondi dinamici. Il lifecasting delle facce è stato importato dal maskmaking tradizionale. Con il progresso del trucco e l'utilizzo di nuovi materiali si poterono realizzare fantastiche maschere, che si adattavano perfettamente al viso degli attori, molto utilizzate nei film horror.
Furono presto sviluppare numerose nuove tecniche appositamente per i film come il passo uno (stop motion). Le animazioni, che creavano l'illusione del movimento, furono realizzate utilizzando disegni, in particolare nel film Gertie il dinosauro (Gertie the Dinosaur) per la regia di Winsor McCay e con modelli tridimensionali, in particolare nei film Il mondo perduto (1925) e King Kong (1933) i cui effetti speciali furono curati da Willis O'Brien. Molti studi cinematografici istituirono internamente reparti per gli effetti speciali, responsabili di quasi tutti gli aspetti ottici e meccanici dei trucchi cinematografici.
La sfida di simulare eventi in movimento incoraggiò inoltre lo sviluppo delle miniature: le battaglie navali potevano essere create utilizzando dei modellini in studio, gli aerei potevano volare o schiantarsi senza rischi. Ancora più impressionante, miniature e matte painting potevano essere usati per creare mondi che non esistevano nella realtà. Il film Metropolis, regia di Fritz Lang (1927), dalle impressionanti scenografie, fu una produzione con effetti speciali spettacolari, con un uso innovativo di miniature, matte painting, effetto Schüfftan e compositing complessi.
Un'importante innovazione negli effetti speciali fotografici fu lo sviluppo della stampante ottica. In sostanza, una stampante ottica è un proiettore collegato a una macchina da presa e venne sviluppata per fare le copie dei film per la distribuzione. Fino a quando Linwood G. Dunn non raffinò il progetto e l'uso della stampante ottica, gli effetti erano realizzati come "effetti in camera": praticamente l'effetto era ottenuto direttamente al momento della ripresa. Dunn dimostrò che era possibile combinare le immagini in nuovi modi per creare nuovi tipi di illusione. Una prima vetrina per Dunn fu il film Quarto potere (Citizen Kane), per la regia di Orson Welles (1941), in cui i luoghi della tenuta di Candalù (Xanadu nella versione originale) erano essenzialmente creati con la stampante ottica di Dunn.

### Epoca del colore
Lo sviluppo della fotografia a colori richiese un maggior affinamento di queste tecniche. Il colore permise lo sviluppo di effetti come il travelling matte o il bluescreen e il processo a vapori di sodio. Molti film divennero dei punti di riferimento per la realizzazione degli effetti speciali: Il pianeta proibito (Forbidden Planet, 1956) usò il matte painting, animazioni e miniature per creare spettacolari ambienti alieni. Ne I dieci comandamenti (The Ten Commandments, 1956), John P. Fulton moltiplicò il numero delle comparse nella scena dell'Esodo con un attento lavoro di compositing, raffigurò le massicce costruzioni di Ramses con dei modellini, e divise il Mar Rosso con una combinazione, ancora adesso impressionante, di travelling mattes e serbatoi d'acqua. Ray Harryhausen estese l'arte dell'animazione a passo uno (stop-motion) con le sue speciali tecniche di compositing per creare spettacolari avventure fantastiche come Gli Argonauti (Jason and the Argonauts, 1963), il cui punto culminante - una battaglia con spade fra uomini reali e sette scheletri animati - è considerato un punto di riferimento negli effetti speciali.

### Il boom della fantascienza

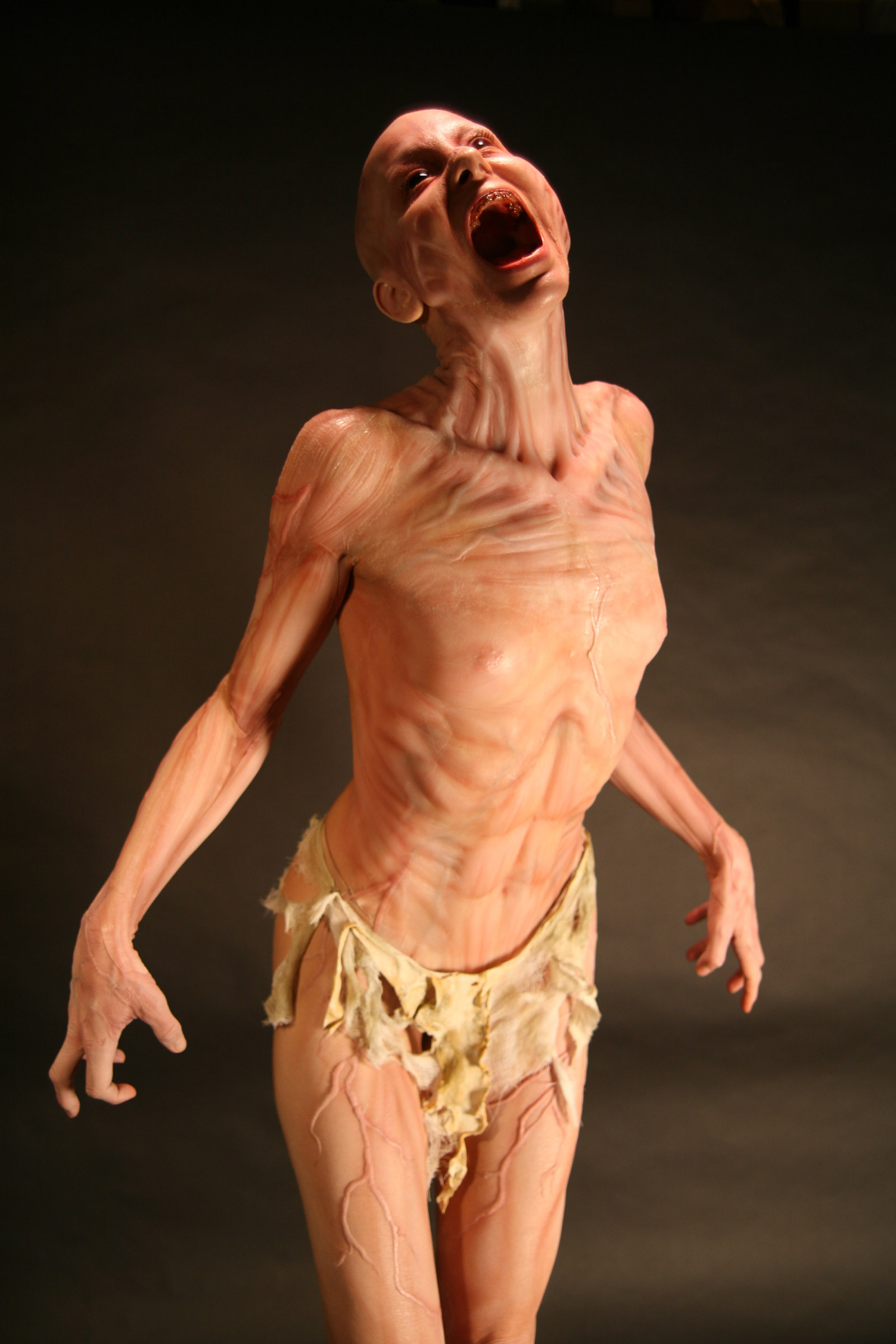
Prova di make-up di un personaggio del film Io sono leggenda (2007)

Attraverso gli anni cinquanta e sessanta sono stati sviluppati numerosi nuovi effetti speciali che aumentarono drammaticamente il livello di realismo ottenibile nei film di fantascienza. Il lavoro pionieristico di registi come Pavel Klushantsev sarebbero stati utilizzati per decenni dalle grandi case di produzione cinematografica.
Se di un film si può dire che è diventato un nuovo punto di riferimento per gli effetti speciali, questo è senz'altro 2001: Odissea nello spazio (2001: A Space Odyssey) (1968) diretto da Stanley Kubrick, il quale preferì creare una propria squadra per gli effetti speciali anziché usarne una interna alla casa di produzione. Tale squadra era composta da Douglas Trumbull, Tom Howard, Con Pedersen e Wally Veevers. In questo film, i modellini erano estremamente dettagliati e attentamente fotografati per ottenere una profondità di campo realistica. Le riprese delle astronavi vennero combinate attraverso rotoscope disegnati a mano e grazie a un attento lavoro di motion-control, assicurandosi che tutti gli elementi venissero combinati precisamente nella cinepresa. Nelle sequenze della Nascita dell'uomo (The Dawn of Man) gli sfondi dei panorami africani vennero combinati con le riprese in studio utilizzando una innovativa tecnica chiamata proiezione frontale. Scene ambientate in ambienti a gravità zero vennero ottenute utilizzando fili nascosti, riprese riflesse e set rotanti di grandi dimensioni. Infine il viaggio attraverso paesaggi allucinanti venne creato da Douglas Trumbull utilizzando una nuova tecnica chiamata slit-scan.
Negli anni settanta si iniziò ad utilizzare i cosiddetti animatroni (animatronic), complessi sistemi meccanici ed elettronici comandati a distanza ed in grado di compiere dei semplici movimenti. Erano rivestiti di vari materiali (stoffa, lattice, vetroresina ecc.) e quindi truccati da maestri tra i quali l'italiano Carlo Rambaldi e l'americano Rick Baker. Furono utilizzati per gli effetti speciali del remake di King Kong del 1976, per Alien (1979), E.T. l'extra-terrestre (1982) e divennero sempre più sofisticati, integrando le tecniche della robotica, fino ad essere utilizzati in film come Terminator del 1984 e RoboCop del 1987.
Gli anni settanta videro inoltre due profondi cambiamenti nel settore degli effetti speciali. Il primo era di natura economica, durante la recessione del settore a cavallo tra gli anni sessanta e settanta molti studi chiusero il reparto interno degli effetti speciali. Molti tecnici diventarono liberi professionisti o fondarono una loro società di effetti speciali, a volte specializzandosi su tecniche particolari. Il secondo cambiamento venne causato dal successo di due blockbuster di fantascienza e fantastici del 1977:
- Guerre stellari (Star Wars Episode IV: A New Hope), per la regia di George Lucas, inaugurò un'era di film fantastici con effetti speciali costosi e imponenti. Il supervisore agli effetti John Dykstra e la troupe svilupparono molti miglioramenti alla tecnologia degli effetti allora esistenti. Svilupparono un'attrezzatura per la telecamera controllata da computer, chiamata Dykstraflex, che permetteva la ripetibilità precisa del movimento della telecamera, facilitando il compositing travelling-matte. La degradazione delle immagini su pellicola durante il compositing venne minimizzata da altre innovazioni: il Dykstraflex usava cineprese VistaVision che utilizzavano pellicole con una risoluzione superiore alle normali pellicole, inoltre nel processo di compositing vennero usate pellicole a emulsione sottile. La troupe degli effetti speciali messa insieme da Lucas e da Dykstra fu soprannominata Industrial Light & Magic e dal 1977 ha guidato la maggior parte delle innovazioni negli effetti speciali.
- Incontri ravvicinati del terzo tipo (Close Encounters of the Third Kind) diretto da Steven Spielberg, vantava un finale con impressionanti effetti speciali di Douglas Trumbull, il veterano di 2001: Odissea nello spazio. Oltre a sviluppare il proprio sistema di motion control, Trumbull sviluppò le tecniche per la creazione intenzionale di lens flare (forme create dalla luce che si riflette all'interno degli obiettivi) per fornire forme indefinibili ai dischi volanti del film.

Il successo di questi film spinse gli studios a investire in modo massiccio in film fantastici con un pesante uso di effetti speciali. Questo ha alimentato la costituzione di molte case indipendenti di produzione di effetti speciali, un grado straordinario di raffinatezza delle tecniche esistenti e lo sviluppo di nuove tecniche come la CGI. Ha anche incoraggiato nel settore una maggiore distinzione tra effetti speciali e effetti visivi; questi ultimi sono utilizzati per caratterizzare i lavori di post produzione e ottici, mentre gli effetti speciali si riferiscono più spesso a effetti eseguiti sul set o a effetti meccanici.

### Introduzione alle immagini generate al computer (CGI)
A partire dagli anni '90 del XX secolo, venne gradualmente introdotta e sviluppata la computer-generated imagery (CGI), che ha cambiato quasi ogni aspetto degli effetti speciali cinematografici. Il compositing digitale permette un maggior controllo e una libertà creativa non permessa dal compositing ottico, senza degradare l'immagine come nel processo analogico. Le immagini digitali hanno permesso ai tecnici degli effetti speciali di creare modelli dettagliati, matte painting e anche personaggi totalmente generati al computer. L'uso più spettacolare della CGI è stata la produzione di immagini fotorealistiche di creazioni di fantasia. Le immagini potevano essere create al computer utilizzando le tecniche usate nei cartoni animati o nei modelli animati.
I primi film a farne uso furono Piramide di paura (Young Sherlock Holmes, 1985), Willow (1988), ove appare un personaggio mutaforma, e The Abyss (1989), in cui compare un tentacolo d'acqua. Negli anni '90 la distinzione tra film con attori in carne e ossa (live action) e film d'animazione non era più così netta; infatti, nel 1993, con il film Jurassic Park di Steven Spielberg, l'Industrial Light & Magic (ILM) di George Lucas mostrò dei dinosauri realistici alle prese con gli attori in carne ed ossa e già un anno prima il pubblico aveva potuto assistere alle potenzialità dell'animazione digitale nella pellicola Terminator 2 - Il giorno del giudizio, dove un procedimento detto morphing consentiva ad un oggetto animato di "sciogliersi" e di assumere fluidamente le sembianze di un altro oggetto. Altri esempi furono Toy Story - Il mondo dei giocattoli, la trilogia prequel di Guerre stellari (1999, 2002, 2005) con le sue orde di eserciti di robot e creature fantastiche, la trilogia de Il Signore degli Anelli (2001, 2002, 2003) e il pianeta Pandora in Avatar (2009).
Negli ultimi anni, l'intelligenza artificiale (IA) ha avuto un impatto significativo sugli effetti speciali nel cinema. Ad esempio, nel film The Irishman (2019) di Martin Scorsese, è stata utilizzata l'IA per ringiovanire digitalmente gli attori Robert De Niro, Al Pacino e Joe Pesci. La tecnica, sviluppata da Industrial Light & Magic, ha permesso di eliminare i segni dell'età senza compromettere le performance autentiche degli attori. Un altro esempio innovativo è rappresentato da Star Wars - L'ascesa di Skywalker (2019), dove l'IA è stata impiegata per riportare sullo schermo il personaggio di Leila Organa, interpretato dalla defunta Carrie Fisher, utilizzando filmati d'archivio e tecniche di apprendimento profondo.

## Classificazione
Gli effetti speciali sono tradizionalmente divisi nelle categorie effetti ottici e meccanici. Con l'emergere di strumenti digitali per il cinema è stata fatta un'ulteriore distinzione: con effetti visivi ci si riferisce alla post produzione digitale, mentre con "effetti speciali" ci si riferisce a effetti meccanici utilizzati direttamente sul set o a effetti ottici eseguiti direttamente in-camera. A questi si aggiungono inoltre gli effetti sonori.

### Effetti meccanici
Anche detti effetti fisici o effetti pratici, sono di solito realizzati durante le riprese. In questi effetti il soggetto o l'evento sono fisicamente costruiti o preparati per la ripresa. Gli effetti meccanici comprendono l'uso di materiali di scena meccanizzati, scenari, miniature in scala ridotta, effetti pirotecnici, esplosioni, sparatorie, incendi ed effetti atmosferici per ricreare il vento, la pioggia, la nebbia, la neve, le nuvole ecc. Nella categoria delle miniature rientra anche lo Slurpasaur, soprannome dato ai rettili (ma occasionalmente anche ad altri animali) ingranditi otticamente, in maniera da farli sembrare dei dinosauri. Far sembrare che una macchina si guidi da sola, o far saltare in aria un edificio, sono esempi di effetti meccanici. Gli effetti meccanici sono spesso incorporati nelle scenografie o negli effetti speciali prostetici, questi ultimi prendono il nome di effetti speciali animatronici. Negli effetti speciali scenografici/meccanici per esempio, un set può essere costruito con porte o muri che si possono rompere per rendere più verosimile una scena di lotta.

### Effetti ottici
Anche detti effetti fotografici, gli effetti ottici sono delle tecniche in cui le immagini o i fotogrammi del film sono creati fotograficamente, sia "in-camera" usando la doppia esposizione, il matte painting o l'effetto Schüfftan, sia nel processo di post-produzione usando una stampante ottica. Un effetto ottico può essere usato, per esempio, per posizionare gli attori su sfondi differenti.

### Effetti visivi
Anche detti effetti digitali o immagini generate al computer (computer-generated imagery o CGI), gli effetti visivi sono normalmente effetti generati al computer che elabora le immagini aggiungendo, togliendo o modificando degli elementi presenti nell'inquadratura, spesso utilizzando tecniche di animazione al computer. Venuti alla ribalta a partire dagli anni novanta, forniscono ai cineasti un maggiore grado di controllo, permettono l'esecuzione di molti effetti in maniera più sicura e convincente e, con il miglioramento della tecnologia, anche a costi inferiori. Come risultato, molte tecniche di effetti ottici e meccanici sono stati sostituiti dalla CGI.

### Effetti speciali prostetici
Con gli effetti speciali prostetici o trucco prostetico si applicano sull'attore delle protesi ad esempio, per fargli assumere l'aspetto di un mostro, ringiovanirlo, invecchiarlo, creargli delle particolarità che in natura non esistono o semplicemente per caratterizzarlo, per aiutare l'attore ad immedesimarsi nel personaggio anche con l'aspetto esteriore.
Negli effetti speciali prostetici ci sono anche altre varie branche che lavorano all'unisono con il reparto prostetico, come la creazione di pupazzi e manichini, l'animatronica, il sangue finto e le parrucche.

### Effetti speciali dal vivo
Gli effetti speciali dal vivo sono effetti che vengono utilizzati di fronte a un pubblico dal vivo, soprattutto durante gli eventi sportivi, concerti e spettacoli aziendali. Tra i tipi di effetti comunemente usati vi sono spettacoli con luci laser, fumo e nebbia teatrali, spettacoli pirotecnici, coriandoli e altri effetti atmosferici come neve o bolle.

## Tecniche di effetti speciali visivi
- Bullet time
- Computer-generated imagery (CGI)
- Effetto Vertigo (dolly zoom)
- Matte painting
- Miniatura (cinema)
- Morphing
- Rotoscope
- Passo uno (Stop motion)
- Effetto Schüfftan